# Jeremy Spencer
Jeremy Cedric Spencer, född 4 juli 1948 i Hartlepool, England, är en brittisk musiker som är mest känd för att ha varit gitarrist i den brittiska musikgruppen Fleetwood Mac från dess start 1967 fram till 1971. Spencer bidrog främst till gruppens inspelningar av gamla blueskompositioner med Elmore James-inspirerat gitarrspel, men var inte så involverad i deras inspelningar av originalkompositioner.
Efter Spencers medverkan på albumet Kiln House lämnade han abrupt gruppen under en turné i USA 1971. Spencer blev medlem i den kristna gruppen Guds barn. Han fortsatte dock med musiken i mindre skala och släppte så sent som 2016 ett nytt studioalbum.

## Diskografi (urval)
Med Fleetwood Mac
- 1968 – Fleetwood Mac
- 1968 – Mr. Wonderful
- 1969 – The Pious Bird of Good Omen (samlingsalbum)
- 1969 – Then Play On
- 1969 – Fleetwood Mac in Chicago (samlingsalbum)
- 1970 – Kiln House

Soloalbum
- 1970 – Jeremy Spencer
- 1972 – Jeremy Spencer and the Children
- 1979 – Flee
- 1999 – In Concert – India 1998
- 2006 – Precious Little
- 2012 – Bend in the Road
- 2014 – Coventry Blue
- 2016 – Homebrewed Blues

Med Steetley
- 2013 – The Moment She Fell